# Kotka Svenska Samskola
Kotka Svenska Samskola, KSS, är en svenskspråkig skola i Kotka i det finländska landskapet Kymmenedalen. Skolan, som är den enda svenskspråkiga skolan i staden, grundades 1885. Skolan hade 175 elever 2009. Eleverna kommer från hela Kymmenedalen och enstaka elever från Östra Nyland. Skolan erbjuder utbildning på svenska från lågstadiet till gymnasium. Skolan upprätthålls av Kotka Svenska Samskolas garantiförening r.f. med stöd av Kotka stad.
Skolan var bäst av Finlands gymnasier enligt en undersökning av Finska notisbyrån, som jämförde resultaten i studentskrivningarna 2012–2014 med avgångsbetygen från grundskolan.